# Lamborghini
Automobili Lamborghini S.p.A [lamborgíni] je italijanska blagovna znamka in proizvajalec luksuznih športnih avtomobilov in športnih terenskih vozil, ki je v lasti koncerna Volkswagen preko svoje hčerinske znamke Audi. Proizvodni obrat in sedež Lamborghinija se nahajata v Sant'Agata Bolognese, Italija.

## Zgodovina
Ferruccio Lamborghini je ustanovil podjetje s ciljem, da bi z avtom "grand tourer" tekmoval z drugimi znamkami avtomobilov, kot so Ferrari. 
Prvi modeli avtomobilov so bili proizvedeni v 60.letih dvajsetega stoletja. Ti avtomobili so izstopali zaradi svoje izpopolnjenosti, moči in udobja. Lamborghini je leta 1966 pridobil veliko odobravanja zaradi Miure (športnega kupeja), ki je imel motor na sredini in pogon na zadnja kolesa. Ta razporeditev je postala osnovna razporeditev visoko zmogljivih avtomobilov tega obdobja.
Podjetje Lamborghini je v prvih desetletjih hitro raslo, leta 1973 pa so števila prodaj padle zaradi finančne recesije in naftne krize. Ferruccio Lamborghini je prodal podjetje Georges-Henri Rossettiju in René Leimerju in se upokojil leta 1974.
Podjetje je šlo leta 1978 v stečaj, leta 1984 pa je podjetje kupila družina Mimran, ki so veliko vlagali v širitev podjetja. V tem času je podjetje Lamborghini izdelovalo dva športna avtomobila (Countach in Jalpa) in visoko zmogljivo terensko vozilo LM002 .
Družina Mimran je leta 1987 podjetje prodalo podjetju Chrysler. Po zamenjavi Countacha z Diablom in po prekinitvi izdelave Jalpe in LM002 je Chrysler podjetje prodal Malezijski skupini Mycom Setdco in indonezijski skupini V'Power Corporation, ki so leta 1998 podjetje naprej prodale koncernu Volkswagen in to Audiju. Leta 2001 so Diabla zamenjali z Murciélagom, malo kasneje pa so začeli izdelovati športni avto Gallardo, ki je bil nekakšen naslednik Jalpe.
V tem času je število prodaj naraslo, v času svetovne finančne krize in gospodarske krize pa je število prodaj padlo za skoraj 50%.

## Seznam modelov
- 350 GT (1964-1966, 120 avtomobilov)

- 400 GT 2+2 (1966-1968, 247 avtomobilov)

- Miura (1966-1973, 764 avtomobilov, različice: P400, P400S, P400SV, P400 Jota, P400 SV/J, Roadster in P400 SV/J Spider)

- Espada (1968-1978, 1.217 avtomobilov)

- Islero (1968-1969, 225 avtomobilov, različice: navaden in S)

- Jarama (1970-1976, 328 avtomobilov, različice: navaden in S)

- Urraco (1973-1979, 791 avtomobilov, različice: P200, P250, P300 in P111)

- Countach (1974-1990, 2.049 avtomobilov, različice: LP400, LP400 S, LP500 S, LP Turbo S, 5000 Quattrovalvole, Countach 25.obletnice Countacha in Walter Wolfov Countach)

- Silhouette (1976-1979, 54 avtomobilov)

- Jalpa (1981-1988, 410 avtomobilov)

- LM002 (1986-1993, 328 avtomobilov)

- Diablo (1990-2001, 2.884 avtomobilov, različice: navaden, VT, SE30, SE30 Jota, SV in VT Roadster)

- Murciélago (2001-2010, 4.099 avtomobilov, različice: Coupé, Roadster, LP640, LP640 Roadster in LP670-4 SV)

- Gallardo (2003-2013, 13.992 avtomobilov, različice: navaden, Spyder, Superleggera, LP560-4, LP560-4 Spyder, LP560-4 Superleggera, LP560-4 Spyder Performante, LP550-2 Coupe, LP550-2 Spyder in še veliko posebnih različic, kot so Gallardo za Italijansko policijo)

- Reventón (2008, 21 avtomobilov, različice: Coupé in Roadster)

- Aventador (2011-, do konca 2014 3.646 avtomobilov, različice: LP700-4, LP700-4 Roadster, J, LP750-4 SV, LP750-4 SV Roadster, LP 740-4 S, LP 740-4 S Roadster, LP770-4 SVJ in še druge posebne različice.)

- Sesto Elemento (2011, 20 avtomobilov)

- Veneno (2013-2014, 5 avtomobilov, različice: navaden in Roadster)

- Egoista (2013, 1 avtomobil)

- Huracán (2014-, do konca 2014 1.616 avtomobilov, različice: LP610-4, LP610-4 Polizia, LP610-4 Avio, LP610-4 Spyder, LP580-2, LP580-2 Pope Francis, LP580-2 Spyder, LP640-4 Performante, LP640-4 Performante Spyder, LP620-2 Super Trofeo, GT3, Evo)

- Centanario (2016-2017, 40 avtomobilov, različice: Coupé in Roadster)

- SC18 Alston (2018, 1 avtomobil)

- Urus (2018-)

## Seznam konceptov
- 350 GTV (1963),

- 400 GT Flying Star II (1966),

- 400 GT Monza (1967),

- Marzal (1967),

- Bravo (1974),

- Cheetah (1977),

- Faena (1978),

- Athon (1980),

- LM001 (1981),

- LMA002 (1982),

- Marco Polo (1982),

- LM003 (1982),

- LM004 (1986),

- Portofino (1987),

- Bertone Genesis (1988),

- Calà (1995),

- Zagato Raptor (1996),

- P147 Canto (1998),

- P147 Acosta (1998),

- Concept S (2005),

- Miura Concept (2006),

- Estoque (2008),

- Asterion (2014).